# The Stage Hand
The Stage Hand er en amerikansk stumfilm fra 1920 af Norman Taurog og Larry Semon.

## Medvirkende
- Larry Semon
- Lucille Carlisle
- Frank Alexander
- Thelma Percy
- Al Thompson
- William Hauber
- Jack Duffy
- Frank Hayes
- Oliver Hardy